# Kúpgörgős csapágy

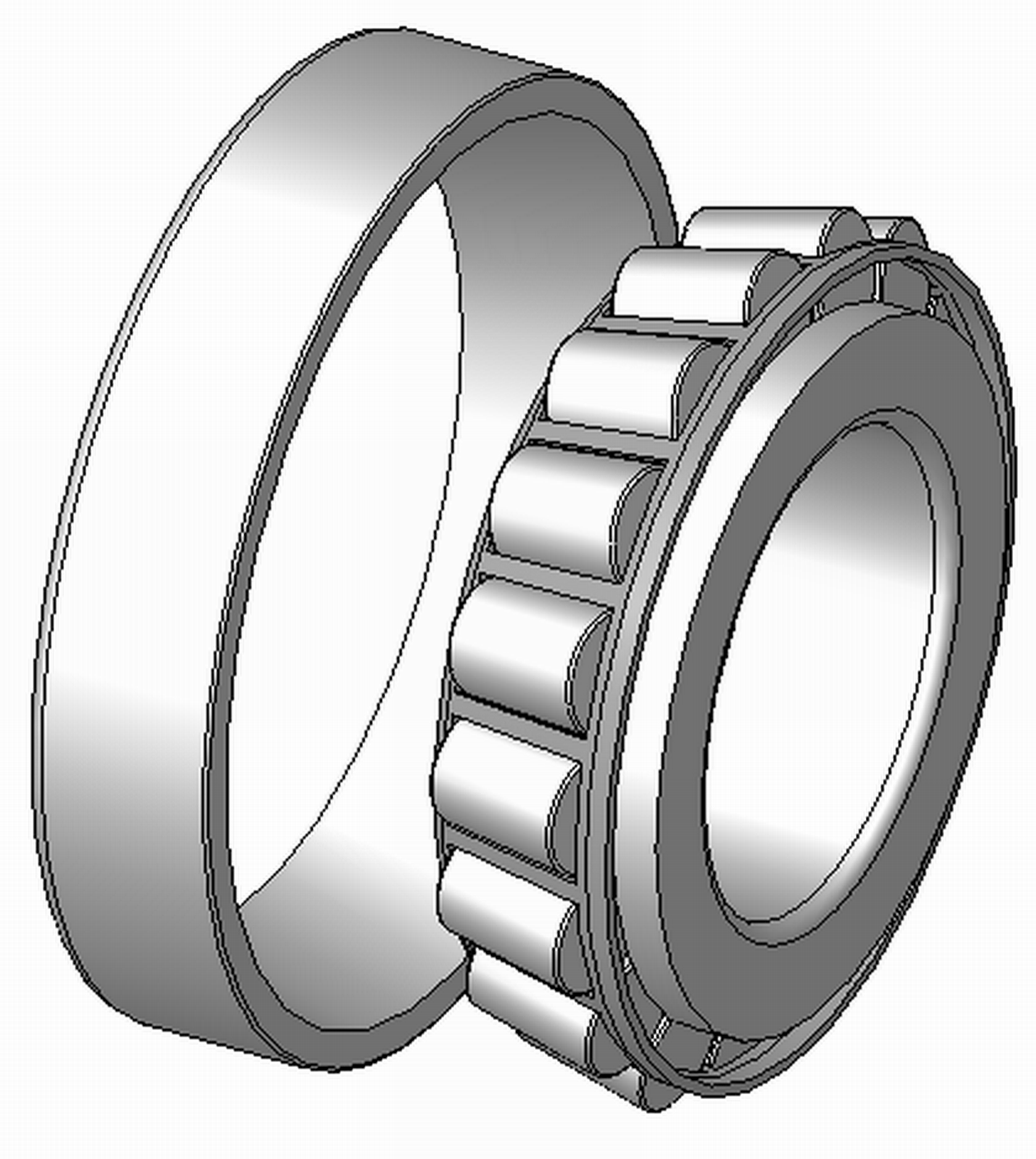
Egysoros kúpgörgős csapágy

A kúpgörgős csapágyak azon a megfigyelésen alapulnak, hogy a kúpok, amelyek egy ponton találkoznak, csúszás nélkül átgurulhatnak egymáson. A gyakorlatban kúpszakaszokat használnak.

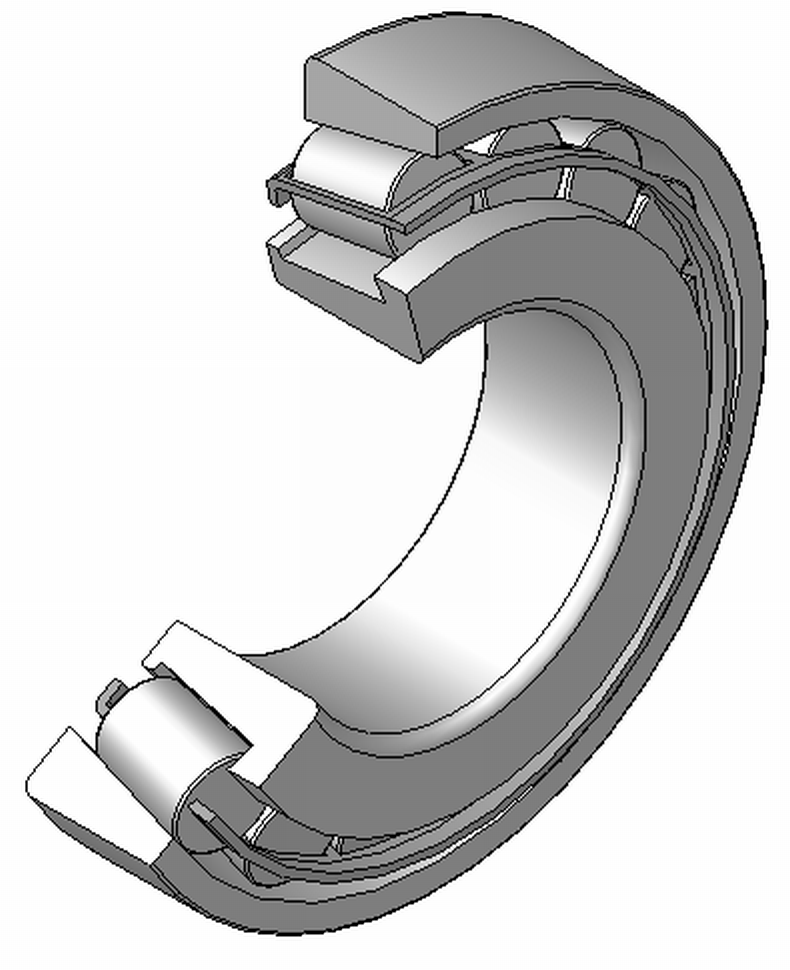
Egy kúpgörgős csapágy kivágott nézete

A kúpgörgős csapágyak a gördülőelemes csapágyak azon alkategóriája, amelyek tengelyirányú erőket, valamint radiális erőket képesek továbbítani.

## Leírás
A belső és a külső gyűrűs futópályák kúpszegmensek, a görgők kúposak, így a futópályák kúpos felületei és a görgőtengelyek a csapágy főtengelyén kivetítve egy közös pontban találkoznak. Ez a speciális geometria teszi lehetővé, hogy a kúpok mozgása koaxiális maradjon, nincs csúszó mozgás a futópályák és a görgők külső gyűrűje között.
Ez a kúpos geometria lineáris érintkezési területet hoz létre, amely nagyobb terhelést tesz lehetővé, mint a gömb alakú csapágyak (golyóscsapágyak) esetében, amelyeknek egypontos érintkezése van. Ez a speciális geometria azt jelenti, hogy az egyes hengerek felületének érintőleges sebessége megegyezik a görgők sebességével az érintkezési felület teljes hosszában, és tapasztalható történik differenciális súrlódás.
A hengereket a belső gyűrűn lévő karima stabilizálja és megtartja, amely megakadályozza a görgők kipattanását a kúpos forma "tökmag hatásának" köszönhetően. Minél nagyobb ezeknek a kúpoknak a félszöge, annál nagyobb a tengelyirányú erő, amelyet a csapágy képes elviselni.

A kúpgörgős csapágyak kúpos szerelvényre és kupolára választhatók szét. A nem szétválasztható kúpszerelvény a belső gyűrűből, a görgőkből és egy ketrecből áll, amely megtartja és egyenletesen elhelyezi a görgőket. A kupola maga a külső gyűrű. A belső hézagot a szerelés során a kúpnak a csészéhez viszonyított tengelyirányú helyzete határozza meg, bár gyakoriak az előfeszített, hézag nélküli telepítések. A metrikus kúpgörgős csapágyak az ISO 355 által meghatározott jelölési rendszert követik.

1895. március 23-án John Lincoln Scott, az indianai Wilmotból származó farmer és asztalos szabadalmi kérelmet nyújtott be az Egyesült Államok Szabadalmi Hivatalához egy olyan gördülőcsapágy tekintetében, amely illeszkedik "kocsik, babakocsik vagy más járművek tengelygombolyagjaira és kerékagyaira”.  A csapágy két darab hengeres görgőkészletből állt, amelyek közül az egyik nagyobb átmérőjű volt, mint a másik, és mind a kúpos tengelygombolyagra megmunkált lapokra illeszkedtek. Ennek továbbfejlesztésekéntt 1898-ban Henry Timken szabadalmat  kapott a kúpos görgőket használó kúpgörgős csapágyra. Timken akkoriban kocsigyártó volt St. Louisban, és már három szabadalmat birtokolt a kocsirugókra. Azonban a kúpgörgős csapágyakra vonatkozó szabadalma tette lehetővé, hogy cége sikeressé váljon, és ma az egyik legnagyobb csapággyártója legyen.

A kúpgörgős csapágy a modern, fejlett tulajdonságú kenőanyagokkal kombinálva rendkívül strapabíró, és szinte univerzálisan, rendkívül széles körben használatos a forgó tengelyeket és erőátviteli tengelyeket érintő alkalmazásokban. A csapágyak tartósságát mi sem bizonyítja jobban, hogy a kúpgörgős csapágyak gyakran nem igényelnek karbantartást akár több százezer kilométeres működés során.

## Alkalmazások
Sok alkalmazásban a kúpgörgős csapágyakat egymásnak megfelelő (szembeállított) párokban alkalmazzák, így az axiális erők mindkét irányban egyformán tarthatókká válnak.
Kúpgörgős csapágypárokat használnak például az autók és egyéb járművek kerékcsapágyaiban, ahol egyszerre kell megbirkózni a nagy függőleges (radiális) és vízszintes (axiális) erőkkel egyaránt. A kúpgörgős csapágyakat általában közepes sebességű, de nagy igénybevételű vagy erőráhatású alkalmazásokhoz használják, ahol tartósságra és ellenállásra van szükség van szükség. 
Gyakori a mezőgazdaságban, az építőiparban és a bányászati felszerelésekben, a sportrobot harcokban, a tengelyrendszerekben, a sebességváltókban, a motorokban és a reduktorokban való alkalmazásuk, de megtalálható a kardántengelyben, a vasúti tengelydobozban, a differenciálműben, vagy a szélturbinákban is.
A kúpgörgős csapágyak gyártói közül kiemelkedő jelentőségű a svéd SKF és az amerikai TIMKEN.

## Fordítás
- Ez a szócikk részben vagy egészben  a   Tapered roller bearing című angol Wikipédia-szócikk fordításán alapul.  Az eredeti cikk szerkesztőit annak laptörténete sorolja fel. Ez a jelzés csupán a megfogalmazás eredetét és a szerzői jogokat jelzi, nem szolgál a cikkben szereplő információk forrásmegjelöléseként.

## Lásd még
- Csapágy
- Gördülőcsapágy
- Timken vállalat
- SKF vállalat